# Рысин, Юрий Владимирович
Ю́рий Влади́мирович Ры́син (род. 21 декабря 1958, Свердловск, РСФСР) — советский и российский архитектор, заслуженный архитектор Российской Федерации, член-корреспондент РААСН, почётный строитель России, заслуженный архитектор Кубани.
С марта 2002 года — руководитель департамента по архитектуре и градостроительству Краснодарского края — главный архитектор Краснодарского края.

## Биография
Юрий Рысин родился 21 декабря 1958 года в городе Свердловске (ныне — Екатеринбург). Мать – Галина Никитична, педагог; отец – Владимир Юрьевич, художник-камнерез.
В 1982 году Юрий с отличием окончил Свердловский архитектурный институт по специальности «Архитектура». После окончания института в течение четырех лет работал в органах исполнительной власти Свердловской области и проектных организациях города Свердловска.
С 1986 по март 2002 года Рысин занимал должность главного архитектора и начальника управления архитектуры и градостроительства города-курорта Анапа, также являлся председателем правления Анапской организации Союза архитекторов России.
В марте 2002 года Юрий Владимирович возглавил Комитет по архитектуре и градостроительству Краснодарского края, который летом 2006 года был реорганизован в Департамент. Занял пост главного архитектора края.
Основные направления научной и творческой деятельности Юрия Рысина: территориальное планирование, градостроительство, архитектура, монументальное искусство.

## Известные работы и проекты
- детский городок в Анапе[2];
- памятник авиаконструктору Корытину в Анапе (1990);
- центральная приморская набережная города-курорта Анапа;
- административная площадь и сквер в Краснодаре;
- Екатерининский сквер и площадь храма Святого Александра Невского в Краснодаре;
- комплексное благоустройство площади с памятником Святой Екатерине и фонтанами в Краснодаре (2009);
- благоустройство территории прилегающей к Дому книги в Краснодаре;
- реконструкция и благоустройство Театральной площади в Краснодаре (2011);
- реконструкция центральной набережной в Новороссийске;
- памятники и памятные знаки в городе-курорте Анапа и Краснодаре;
- схема территориального планирования Краснодарского края (2006–2007);
- архитектурно-градостроительная концепция развития сети придорожного обслуживания в Краснодарском крае (2010);
- разработка генеральных планов развития Краснодара и Большого Сочи[3];
- генеральные планы городов Краснодарского края (Анапа, Геленджик, Армавир, Тимашевск, Кропоткин, Тихорецк, 2002–2009)[4];
- разработка плана строительства портово-промышленных комплексов на ряде территорий, в частности, порта Тамани.

## Награды, звания и премии
- медаль ордена «За заслуги перед Отечеством» I степени[5];
- медали «За выдающийся вклад в развитие Кубани» II и  III степени;
- почётное звание «Заслуженный архитектор Российской Федерации»;
- нагрудный знак и звание «Почётный строитель России»;
- почётное звание Краснодарского края «Заслуженный архитектор Кубани»;
- золотой знак «Общественное признание».

## Участие в профессиональных сообществах
- член-корреспондент Российской академии архитектуры и строительных наук (РААСН)[6];
- действительный член Международной академии архитектуры (МААМ);
- председатель Южного регионального отделения Российской академии архитектуры и строительных наук.